# Landschaftsschutzgebiet Lipper Bergland mit Bega-Hügelland und westlichem Lipper Bergland sowie Ravensberger Hügelland mit Herforder Platten- und Hügelland

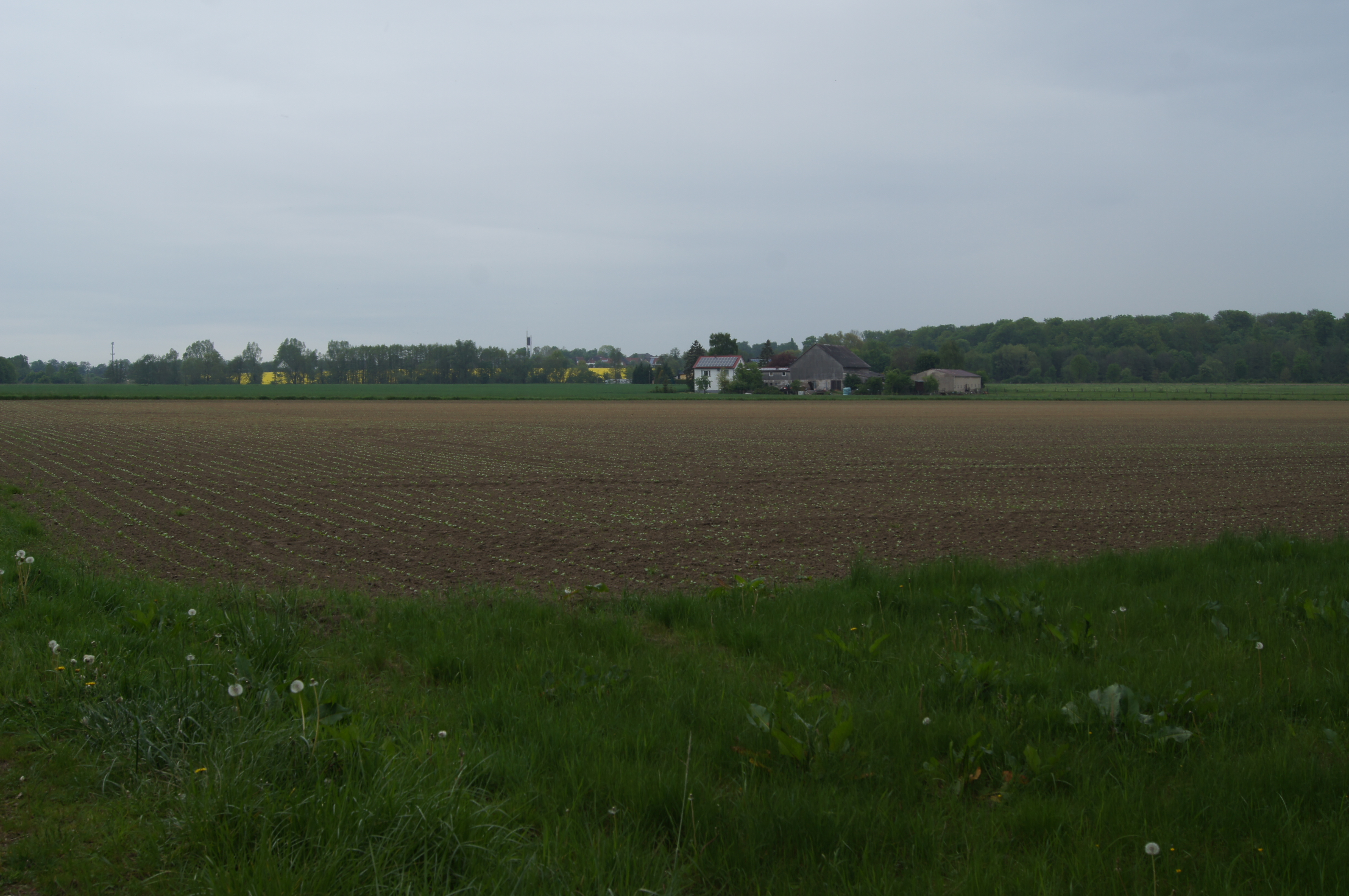
Landschaftsschutzgebiet um Lockhausen

Das Landschaftsschutzgebiet Lipper Bergland mit Bega-Hügelland und westlichem Lipper Bergland sowie Ravensberger Hügelland mit Herforder Platten- und Hügelland mit 6446,36 Hektar Flächengröße liegt um den Stadtkern von Bad Salzuflen. Es wurde 2004 mit dem Landschaftsplan „Bad Salzuflen“ durch den Kreistag des Kreises Lippe als Landschaftsschutzgebiet (LSG) ausgewiesen. Das LSG besteht aus vielen sehr unterschiedlich großen Teilflächen und wird auch durch zahlreiche Straßen zerschnitten.

## Beschreibung
Das LSG umfasst große Bereiche direkt angrenzend an die Bebauung von Bad Salzuflen. Im Schutzgebiet liegen hauptsächlich Wälder, Äcker und Grünland.

## Schutzzwecke für das LSG
Laut Landschaftsplan erfolgte die Ausweisung des LSG
- „zur Erhaltung und Wiederherstellung der Leistungsfähigkeit des Naturhaushaltes mit seinen vielfältigen Funktionen Wasserschutz, Klimaschutz, Bodenschutz, Biotop- und Artenschutz in einem durch Siedlungsbereiche, Streubebauung, Gewerbeflächen und Verkehr stark beanspruchten und z.T. beeinträchtigten Raum,“
- „zur Erhaltung der Nutzungsfähigkeit der Naturgüter,“
- „zur Erhaltung und Entwicklung des für den Planungsraum typischen Landschaftsbildes mit seinen prägenden Tälern, naturnahen Waldbeständen, geomorphologischen Ausprägungen und gliedernden und belebenden Elementen,“
- „zur Erhaltung und Sicherung der besonderen Bedeutung des Planungsraumes und insbesondere des Kurortes Bad Salzuflen für die Erholung.“[1]

## Rechtliche Vorschriften
Im Landschaftsschutzgebiet ist unter anderem das Errichten von Bauten und Fischteichen verboten. Auch Erstaufforstungen vorzunehmen oder Schmuckreisig- und Weihnachtsbaumkulturen außerhalb des Waldes anzulegen und die Oberfläche zu verändern ist verboten.